# Savoonga
Savoonga (Sivuqaq en Yupik) est une localité d'Alaska aux États-Unis située dans la Région de recensement de Nome, Sa population était de 671 habitants en 2010.

## Situation - climat
Elle est située sur la côte nord de l'Île Saint-Laurent dans la mer de Béring à 264 km à l'ouest de Nome et à 63 km au sud-est de Gambell.
Les températures moyennes vont de −22 à −12 °C en janvier, et de 4 à 11 °C en juillet.

## Histoire
L'Île Saint-Laurent a été peuplée pendant 2 000 ans par les Inuits Yupiks, au XVIIIe  et au XIXe siècle, il y avait sur l'île 4 000 personnes. En 1880 une famine importante a décimé la population.
En 1900 une harde de rennes a été introduite sur l'île, et y a prospéré pour atteindre les 10 000 têtes en 1917. Une réserve de rennes a donc été établie, sur le territoire du village, attirant de nombreux habitants. La poste a ouvert en 1934. L'île est actuellement la possession conjointe de Savoonga et de Gambell.

## Économie
L'économie locale est une économie de subsistance, basée sur la mer : chasse à la baleine, pêche. Quelques renards sont aussi chassés pour leur fourrure. Les habitants pratiquent aussi de l'artisanat comme la sculpture sur ivoire, et de nombreux oiseaux amènent quelques touristes pour l'observation de la faune avicole.

## Démographie
| 1930 | 1940 | 1950 | 1960 | 1970 | 1980 |
| ---- | ---- | ---- | ---- | ---- | ---- |
| 139  | 209  | 249  | 299  | 364  | 491  |

| 1990 | 2000 | 2010 | - | - | - |
| ---- | ---- | ---- | - | - | - |
| 519  | 643  | 671  | - | - | - |

### Source
- (en) CIS